# Distrito histórico de Parrot Jungle
El Distrito histórico de Parrot Jungle (conocido también como Pinecrest Gardens) es un distrito histórico ubicado en Pinecrest, Florida. 
El Distrito histórico de Parrot Jungle se encuentra inscrito como un Distrito Histórico en el Registro Nacional de Lugares Históricos desde el 17 de octubre de 2011.

## Ubicación
El Distrito histórico de Parrot Jungle se encuentra dentro del condado de Miami-Dade en las coordenadas 25°40′10″N 80°17′09″O / 25.669444, -80.285833.

## Historia
Era la ubicación original de la "Parrot Jungle Island", un parque temático que comenzó su andadura en 1936 hasta que se trasladó a la ciudad de Watson Island de Miami en 2003. 
Se añadió al National Register of Historic Places con la denominación de Parrot Jungle Historic District en 2011.
El parque incluye una variedad de sitios, incluyendo un jardín botánico, exhibición de mariposas, lago con cisnes, zoológico de mascotas, terrenos de juegos para niños children, y una zona popular de juegos de agua.  
El parque también se celebra un festival anual de las artes plásticas, MagiCamp, y está disponible para alquiler para fiestas privadas, recepciones, etc.

## Algunas vistas

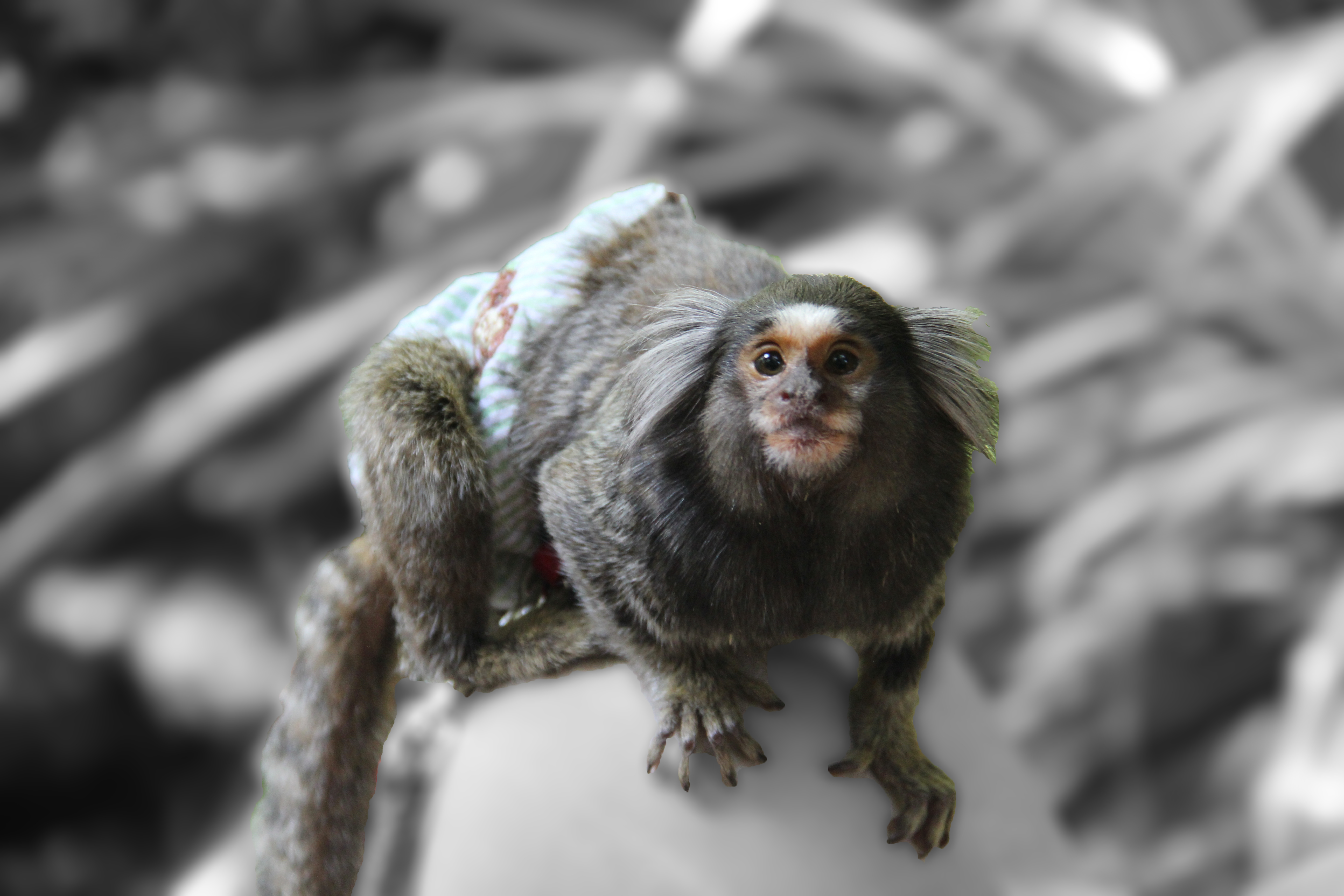
Bebé de mono en pañal en Pinecrest Gardens, Miami, Florida.
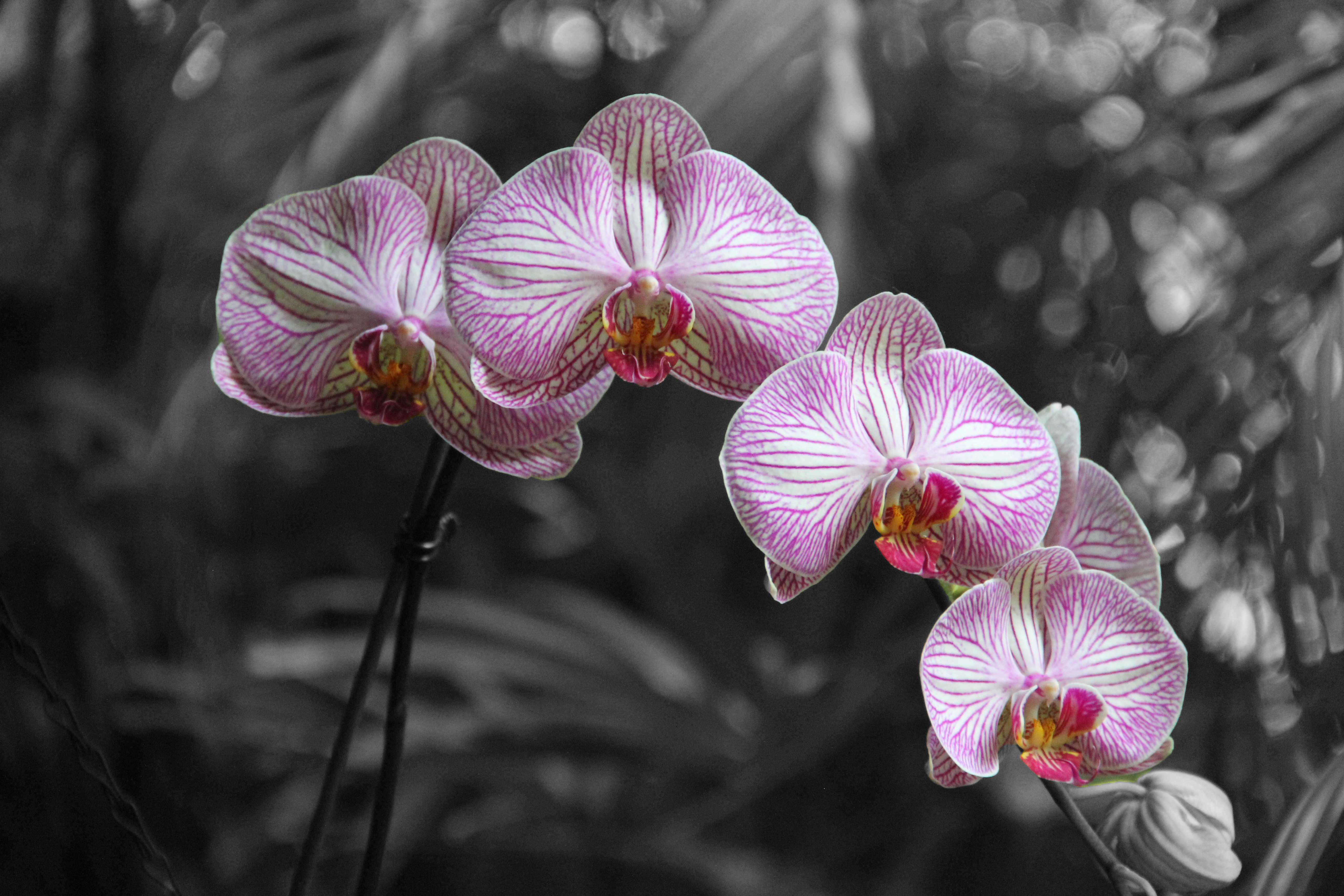
Orquídeas en el Pinecrest Gardens, Miami, Florida.
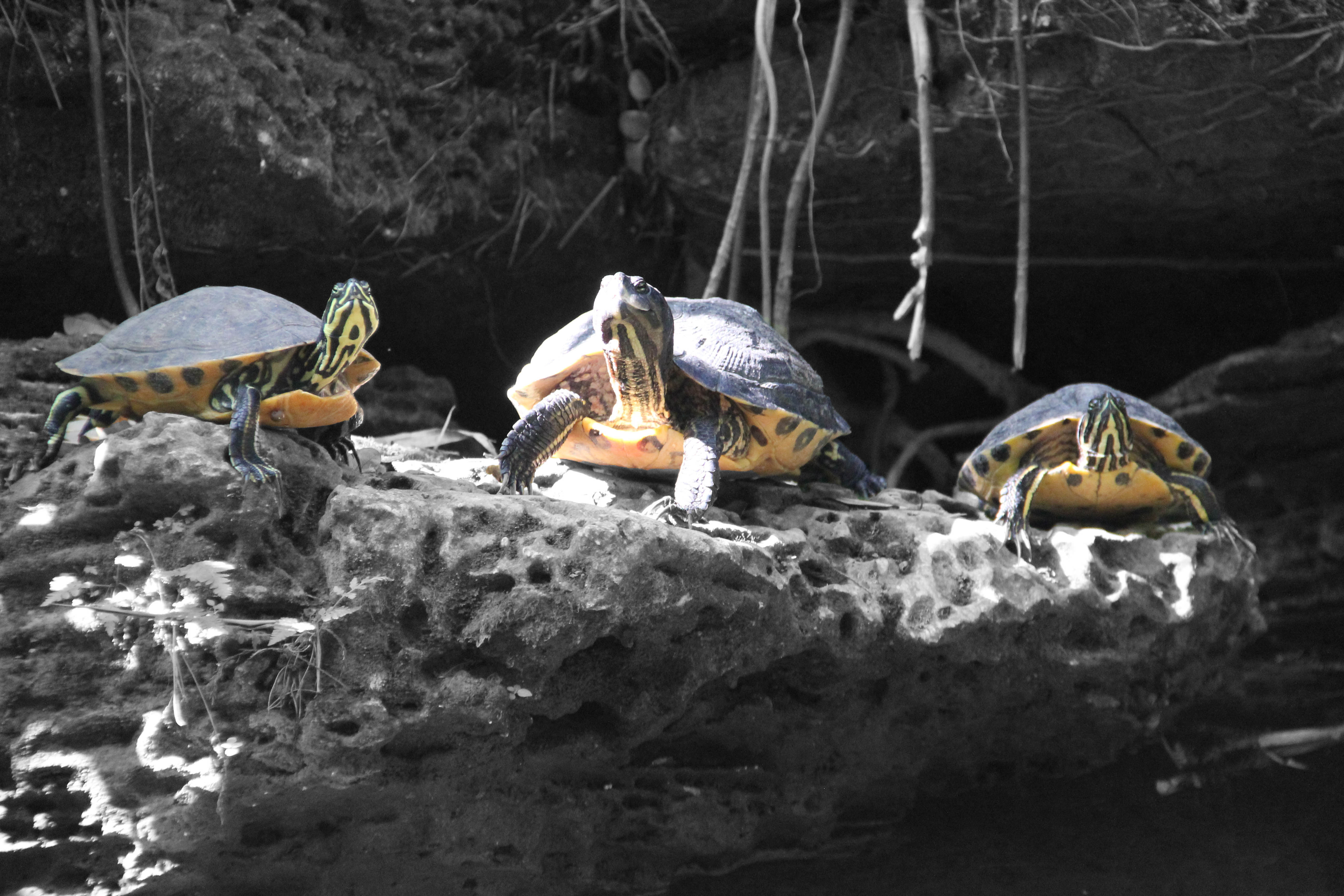
Tres tortugas en el Pinecrest Gardens, Miami, Florida.
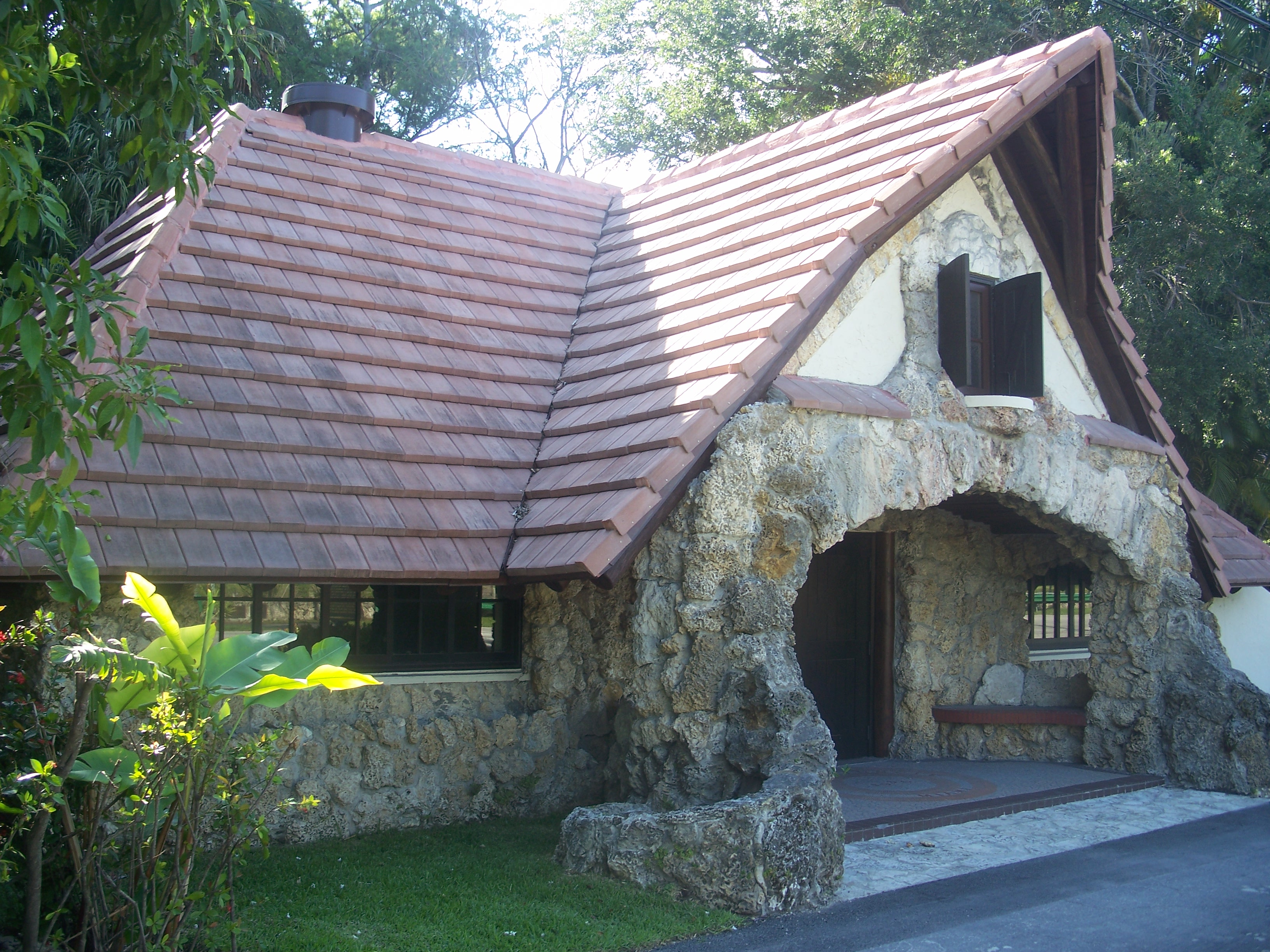
La entrada original del Parrot Jungle.